# Miyazaki Kohei
Kohei Miyazaki (sinh ngày 6 tháng 2 năm 1981) là một cầu thủ bóng đá người Nhật Bản.

## Sự nghiệp câu lạc bộ
Kohei Miyazaki đã từng chơi cho Sanfrecce Hiroshima, Avispa Fukuoka, Montedio Yamagata và Tokushima Vortis.